# Trio pour piano, clarinette et violoncelle en si bémol majeur de Ries
Pour les articles homonymes, voir Trio pour clarinette, violoncelle et piano (homonymie).
Le Trio pour piano, clarinette et violoncelle en si bémol majeur, op. 28 , a été composé par Ferdinand Ries soit à Bonn en 1809, soit à Aix-la-Chapelle en 1810, pendant la période où il a quitté Vienne pour éviter d'être incorporé dans l'armée autrichienne,. La partition a été publiée en 1811 par Simrock avec une dédicace à Mademoiselle Clairette Ludwigs.

## Historique de la composition
On sait peu de choses sur les circonstances précises dans lesquelles le compositeur a écrit ce trio. Martin Harlow, dans sa thèse, souligne que le compositeur a indiqué que l'œuvre a été composée en 1809 à Bonn dans son catalogue thématique, tandis que Bert Hagels, dans les notes de pochette de l'enregistrement de CPO déclare qu'il pense que l'œuvre a été composée à Aix-la-Chapelle environ un an plus tard. 
La publication de l'œuvre en 1811 par Simrock est bien documentée, mais il n'existe aucun document survivant relatif à la première exécution de l'œuvre. L'historique de publication de l'œuvre, qui montre que l'œuvre a été imprimée plusieurs fois, suggère que l'œuvre a été bien reçue.

## Instrumentation
Le Trio est écrit pour piano, clarinette (ou violon) et violoncelle.

## Structure
La composition possède quatre mouvements :
1. Allegro.
2. Scherzo : Allegro vivace.
3. Adagio.
4. Rondo : Allegro ma non troppo.

Hagels fait remarquer dans ses notes de pochette que, tout en utilisant l'instrumentation et la tonalité du Trio avec piano op. 11 de Beethoven, la structure du Trio op. 28 de Ries utilise un plan en quatre mouvements similaire à celui des anciens compositeurs Trios avec piano op.1 de Beethoven (en) ou les Trios à cordes op. 9 de Beethoven (en). Harlow et Robert Silvertrust affirment tous deux que, dans cette œuvre, Ries a réussi à composer une œuvre qui n'était pas un concerto de chambre pour piano mais de la véritable musique de chambre, où les trois instruments partagent le matériau thématique,. Harlow spécule que dans le cas du violoncelle, cela peut être dû à l'influence du violoncelliste, Bernhard Romberg, un ancien professeur et dédicataire des opus 20 (en) et 21 (en) de Ries. Les deux auteurs s'accordent cependant sur le fait qu'à un moment de l'œuvre, le piano devient dominant, Silvertrust pense que ce moment se produit dans le mouvement Adagio, où le piano énonce le thème pour que le violoncelle le répète. Harlow croit que ce moment se situe dans le dernier mouvement où le piano reçoit un passage virtuose l'amenant à éclipser les autres instruments.